# Kroonorde (Pruisen)

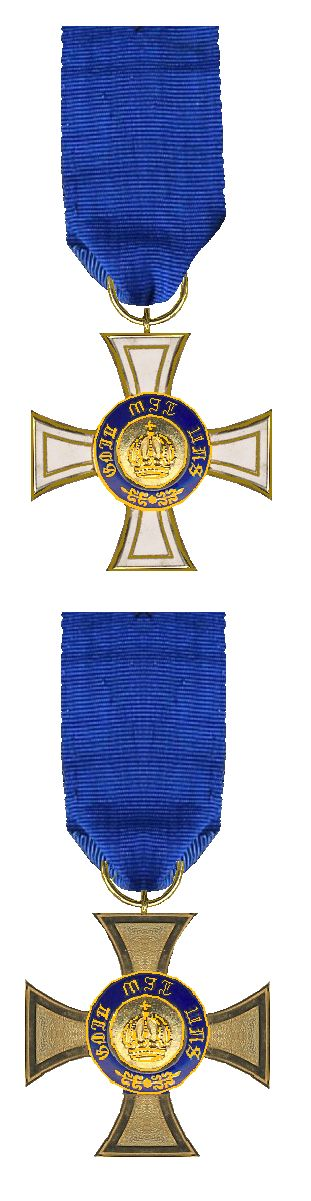
Kruisen der IIIe en IVe Klasse van voor 1864. Particuliere verzameling Groningen.

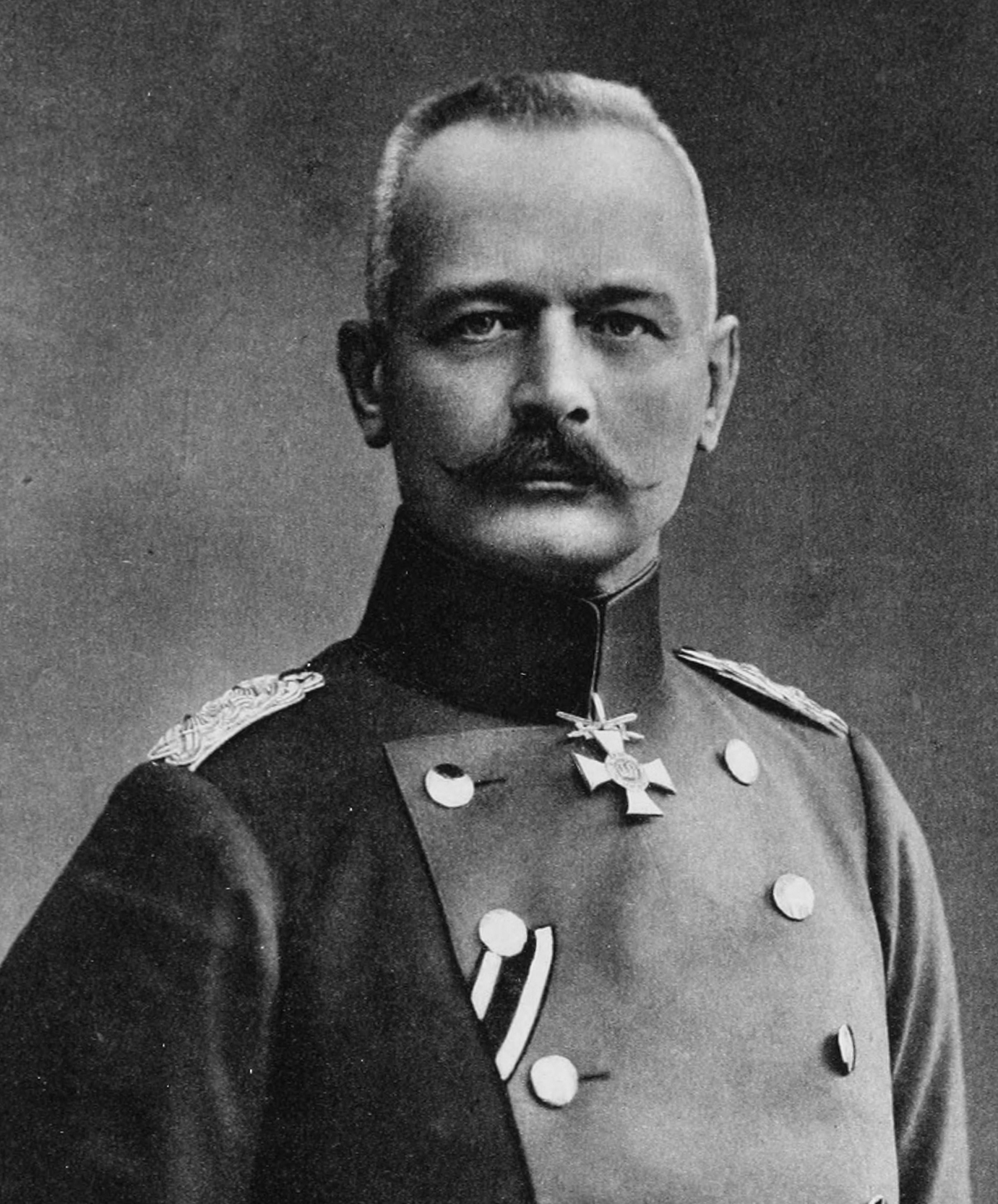
Generaal Erich von Falkenhayn met het Kruis IIe Klasse met zwaarden aan de ring

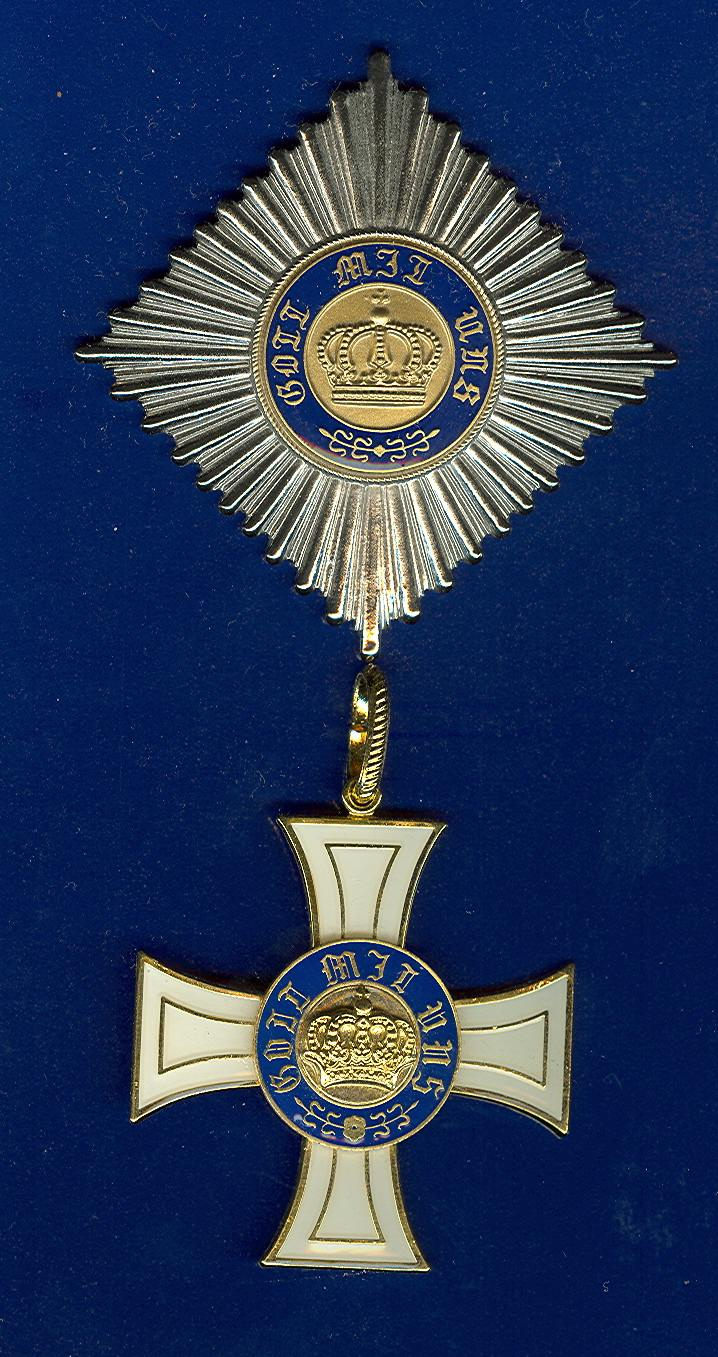
Grootofficier in de Kroonorde van Pruisen. Periode na 1864. Particuliere verzameling Groningen.

De Kroonorde, in het in Koningsbergen getekende oprichtingsdecreet "Königlicher Kronen-Orden" geheten, was een Pruisische ridderorde. De op 11 oktober 1861 door koning Wilhelm I van Pruisen gestichte orde was in rang gelijk aan de veel oudere Orde van de Rode Adelaar. De directe aanleiding voor het stichten van de orde was de kroning van Wilhelm I tot koning van Pruisen in de protestantse kathedraal in Koningsbergen, de oude Pruisische hoofdstad, in 1861. Ook eerdere Pruisische koningen stichtten ter gelegenheid van hun kroning een ridderorde. De orde kreeg vier klassen.
De koning koos voor een orde met vier graden en hij week daarmee af van het inmiddels overal in Europa ingang gevonden hebbende gebruik om een orde van verdienste vijf graden te geven. De graden kregen geen naam maar werden als de Ie, IIe, IIe en IVe klasse aangeduid. Op diezelfde elfde oktober 1861 voegde de koning een ordeketen en een Grootkruis als hoogste graad van de Orde van de Rode Adelaar aan zijn te verlenen eerbewijzen toe. De koning koos ervoor om de Kroonorde niet van een ordeketen of een ordekleding in de vorm van een mantel of voorgeschreven uniform te voorzien en gaf zijn nieuwe ridderorde eenvoudige versierselen. In de loop van zijn regering kreeg de orde steeds meer uitvoeringen maar het bleef altijd bij de vier oorspronkelijke graden.
Het motto van de orde was "Gott mit uns".
De staten van het Duitse Keizerrijk waren min of meer onafhankelijk en iedere staat bezat eigen onderscheidingen en ridderorden. De Kroonorde was dan ook geen ridderorde van het Keizerrijk.
In 1918 werd de orde door de regering van de Republiek Pruisen afgeschaft. De in ballingschap levende keizer heeft de orde na zijn troonsafstand niet meer verleend.
De vier graden
De koning van Pruisen was de Grootmeester van de Koninklijke Kroonorde.
- Ie Klasse

Deze klasse komt overeen met een Grootkruis.

De Ie Klasse droeg een groot uitgevoerd gouden, na 1871 ook wel verguld zilveren, kruis aan een breed lint over de rechterschouder. Op de linkerborst droeg men een ster van goud, emaille en zilver.

- IIe Klasse

Deze klasse komt overeen met een Grootofficier of een Commandeur. De Pruisische koning verleende deze graad immers op drie verschillende wijzen.

De IIe Klasse droeg een gouden, na 1871 ook wel verguld zilveren, kruis aan een lint om de hals.

De Tweede Klasse werd veertig maal met een ster in plaats van een plaque toegekend. Er zijn 94 benoemingen zonder ster bekend.

- IIIe Klasse

Deze klasse komt overeen met een Officier.

De Derde Klasse droeg een gouden, na 1871 ook verguld zilveren of zelfs verguld metalen geëmailleerd kruis aan een lint op de linkerborst.

- IVe Klasse

Deze klasse komt overeen met een Ridder.

De Vierde Klasse droeg een gouden, na 1871 verguld metalen kruis aan een lint op de linkerborst.

Alleen de ring rond het vergulde medaillon met de koningskroon was blauw geëmailleerd met daarop gouden letters.
Door Wilhelm II werd een medaille met een afbeelding van het kleinood van de orde verbonden.
De plaats van de Kroonorde in het Pruisische decoratiestelsel
De nieuwe orde werd minder gewaardeerd dan de oudere en meer prestigieuze Orde van de Rode Adelaar met zijn keten en lange geschiedenis. Toch was de Kroonorde daaraan in de ogen van de Pruisische koningen en hun regering gelijkwaardig. Dat blijkt ook uit de verlening van het grootkruis in de Kroonorde aan de Oostenrijkse Generaal en Chef Staf Conrad v. Hötzendorf, twee jaar nadat deze de Eerste Klasse van de Orde van de Rode Adelaar had ontvangen. De Pruisische regering zou de Oostenrijkse militaire bevelhebber niet eerst een hoge en daarna een lagere onderscheiding hebben kunnen verlenen omdat dat in strijd met het protocol zou zijn en door de Oostenrijker en zijn regering misschien wel als een belediging of op zijn minst een teken van geringschatting zou zijn opgevat. Het decoratiestelsel was, en is, zeker wanneer het vreemdelingen betreft aan strikte regels gebonden.
De orde diende om ambtenaren en vooral burgers die zich verdienstelijk hadden gemaakt te decoreren en was dus, anders dan de Hoge Orde van de Zwarte Adelaar, een moderne orde van verdienste.
De Pruisen waren verzot op onderscheidingen en deze werden dan ook veel, door sommigen zelfs dagelijks, gedragen. Om zo veel mogelijk onderscheid tussen personen en hun status, positie en verdiensten te kunnen maken lieten de Pruisische koningen de onderscheidingen op een zeer fantasievolle wijze versieren met bijzondere ornamenten en tekens.
Over de Kroonorde wordt in de faleristische literatuur geschreven dat de orde een "stoplap" was. De autoriteiten wilden de Orde Pour le Mérite en de Orde van de Rode Adelaar exclusief houden maar zij waren gebonden aan het Pruisische gebruik om voortdurend, en met vaste tussenpozen, onderscheidingen uit te reiken. Het toekennen van de Kroonorde was een tussenoplossing. Ook in oorlogstijd rekenden de achter het front werkende officieren in de staven en hoofdkwartieren op onderscheidingen. Omdat men de Orde Pour le Mérite reserveerde voor inzet aan het front nam men zij toevlucht tot kruisen met de zwaarden of kruisen met zwaarden en zwaarden aan de ring van de Kroonorde. Deze waren voldoende in tel om de stafofficieren tevreden te stellen.
De versierselen
Het lint van de orde was in vredestijd donkerblauw en de orde werd in tientallen bijzondere uitvoeringen verleend. Zo werden er zwaarden, zwaarden aan de ring, eikenloof, opgelegde getallen vanwege een jubileum, geëmailleerde linten van de Orde van de Rode Adelaar, het kruis van de Johanniterorde en het Kruis van Genève (het "Rode Kruis") aan de kruisen en sterren toegevoegd. In dat laatste geval was het lint wit met 6 zwarte strepen en een rode rand.
Op de voorzijde staat de koningskroon op een gouden achtergrond binnen een blauwe ring met het motto "Gott mit uns". Op de keerzijde staat het gekroonde monogram van de stichter met op de ring de stichtingsdatum in gouden letters op een blauwe achtergrond.
Kruisen met zwaarden werden aan een zwart lint met witte strepen gedragen. De "Militäroberbeamte", hoge civiele functionarissen op het Ministerie van Oorlog in Berlijn, kwamen niet voor kruisen met zwaarden in aanmerking, zij mochten hun kruisen dragen aan een wit lint met zwarte strepen. Men droeg een grootkruis aan een grootlint dat vijf vingers breed was over de rechterschouder en op de linkerheup.
De orde werd niet aan dames toegekend en er bestaan dan ook geen versierselen voor dames.
In 1888 was na de dood van Friedrich Wilhelm IV van Pruisen formeel, zij het nog niet in de praktijk, een einde gekomen aan het door hem ingevoerde gebruik om aan niet-christenen zoals joden en moslims geen kruisen maar speciaal voor hen ontworpen cirkelvormige eretekens toe te kennen. Men heeft dergelijke eretekens, met name van de Orde van de Rode Adelaar, nog enige tijd uitgereikt. De Kroonorde heeft dergelijke versierselen nooit gekend.
Het kruis van het Rode Kruis werd aan de IIIe en IVe klasse toegevoegd wanneer iemand zich vrijwillig aan het verplegen van oorlogsslachtoffers aan het front had gewijd. Deze kruisen zijn dus altijd kruisen van het IIIe model met een grote Pruisische koningskroon.
De vele uitvoeringen maken de Pruisische Kroonorde tot een geliefd verzamelobject. Er zijn ook verschillende typen aan te wijzen, in de periode 1861 – 1864 was de beugelkroon in het medaillon rond met opvallend hoge opstaande diademen, gelijkend op de Oostenrijkse keizerskroon, de zogeheten Rudolfinische keizerskroon. Later werd de kroon hoekiger en waren de diademen kort. Het derde type van na 1871 heeft een grote Pruisische koninskroon in het medaillon.
In 1914 kregen de dragers van de Eerste Klasse het recht om een kleine decoratie, een "Kleindecoration zur I. Klasse" te dragen. Om op een velduniform aan te geven dat zij het grootkruis van de Kroonorde droegen mochten zij een kruisje aan een blauw draaglint op de linkerborst spelden.
Anders dan bij andere Duitse orden en eretekens is men bij de Kroonorde tijdens de economisch moeilijke jaren van de Eerste Wereldoorlog nooit overgegaan tot het verlenen van kruisen van geverfd zink, Berlijns zilver of ander minderwaardig oorlogsmetaal. Er zijn wel kruisen der IIe Klasse van het IIIe model van verguld tombak gefabriceerd maar ook deze kruisen zijn behoorlijk van kwaliteit.
Er zijn ten minste 158 verschillende versierselen van de vier graden van deze orde bekend.
Kruisen der Ie Klasse Ie model
- Kruisen der Ie Klasse Ie model in goud
- Kruisen der Ie Klasse Ie model in goud en verguld zilver
- Kruisen der Ie Klasse Ie model in goud en verguld zilver met briljanten
- Kruisen der Ie Klasse Ie model in goud en verguld zilver met briljanten en het emaille lint van de Orde van de Rode Adelaar

Kruisen der Ie Klasse IIe model
- Kruisen der Ie Klasse IIe model in goud
- Kruisen der Ie Klasse IIe model in goud en verguld zilver
- Kruisen der Ie Klasse IIe model in goud en verguld zilver met briljanten
- Kruisen der Ie Klasse IIe model in goud met briljanten en het emaille lint van de Orde van de Rode Adelaar
- Kruisen der Ie Klasse IIe model in goud met de zwaarden
- Kruisen der Ie Klasse IIe model in goud met de zwaarden aan de ring
- Kruisen der Ie Klasse IIe model in goud met de zwaarden en de zwaarden aan de ring
- Kruisen der Ie Klasse IIe model in goud met het emaille lint van de Orde van de Rode Adelaar
- Kruisen der Ie Klasse IIe model in goud met het emaille lint van de Orde van de Rode Adelaar en eikenloof
- Kruisen der Ie Klasse IIe model in goud met het emaille lint van de Orde van de Rode Adelaar en eikenloof met een jubileumsgetal "50"
- Kruisen der Ie Klasse IIe model in goud met het emaille lint van de Orde van de Rode Adelaar en eikenloof met een jubileumsgetal "60"
- Kruisen der Ie Klasse IIe model in goud met de zwaarden aan de ring, het emaille lint van de Orde van de Rode Adelaar en eikenloof met een jubileumsgetal "50"

Kruisen der Ie Klasse IIIe model
- Kruisen der Ie Klasse IIIe model in goud
- Kruisen der Ie Klasse IIIe model in verguld zilver
- Kruisen der Ie Klasse IIIe model in goud met zwaarden aan de ring
- Kruisen der Ie Klasse IIIe model in verguld zilver met zwaarden aan de ring
- Kruisen der Ie Klasse IIIe model in goud met het emaille lint van de Orde van de Rode Adelaar
- Kruisen der Ie Klasse IIIe model in goud met het emaille lint van de Orde van de Rode Adelaar en eikenloof
- Kruisen der Ie Klasse IIIe model in goud met zwaarden aan de ring en het emaille lint van de Orde van de Rode Adelaar
- Kruisen der Ie Klasse IIIe model in goud met zwaarden, zwaarden aan de ring en het emaille lint van de Orde van de Rode Adelaar
- Kruisen der Ie Klasse IIIe model in goud met zwaarden, zwaarden aan de ring en het emaille lint van de Orde van de Rode Adelaar en eikenloof
- Kruisen der Ie Klasse IIIe model in goud met het emaille lint van de Orde van de Rode Adelaar en eikenloof met een jubileumsgetal "50"
- Kruisen der Ie Klasse IIIe model in goud met het emaille lint van de Orde van de Rode Adelaar en eikenloof met een jubileumsgetal "60"
- Kruisen der Ie Klasse IIIe model in goud met zwaarden, het emaille lint van de Orde van de Rode Adelaar en eikenloof
- Kruisen der Ie Klasse IIIe model in goud met zwaarden aan de ring, het emaille lint van de Orde van de Rode Adelaar en eikenloof met een jubileumsgetal "50"
- Kruisen der Ie Klasse IIIe model in goud met zwaarden aan de ring, het emaille lint van de Orde van de Rode Adelaar en eikenloof met een jubileumsgetal "60"
- Kruisen der Ie Klasse IIIe model in goud met een jubileumsgetal "50"
- Kruisen der Ie Klasse IIIe model in verguld zilver met een jubileumsgetal "50"
- Kruisen der Ie Klasse IIIe model in goud met een jubileumsgetal "60"
- Kruisen der Ie Klasse IIIe model in verguld zilver met een jubileumsgetal "60"
- Kruisen der Ie Klasse IIIe model in goud met zwaarden en een jubileumsgetal "60"
- Kruisen der Ie Klasse IIIe model in verguld zilver met zwaarden en een jubileumsgetal "60"
- Kruisen der Ie Klasse IIIe model in goud met zwaarden aan de ring en een jubileumsgetal "60"
- Kruisen der Ie Klasse IIIe model in verguld zilver met zwaarden aan de ring en een jubileumsgetal "60"

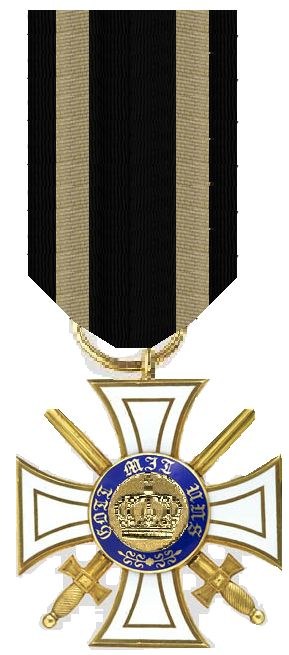
Kruis met zwaarden aan het militaire lint.

Kleine kruisen der Ie Klasse
- Kleine kruisen der Ie Klasse IIIe model in goud
- Kleine kruisen der Ie Klasse IIIe model in verguld zilver
- Kleine kruisen der Ie Klasse IIIe model in goud met zwaarden
- Kleine kruisen der Ie Klasse IIIe model in verguld zilver met zwaarden
- Kleine kruisen der Ie Klasse IIIe model in goud met een jubileumsgetal "50"
- Kleine kruisen der Ie Klasse IIIe model in verguld zilver met een jubileumsgetal "50"
- Kleine kruisen der Ie Klasse IIIe model in goud met een jubileumsgetal "60"
- Kleine kruisen der Ie Klasse IIIe model in verguld zilver met een jubileumsgetal "60"
- Kleine kruisen der Ie Klasse IIIe model in goud met zwaarden en zwaarden aan de ring
- Kleine kruisen der Ie Klasse IIIe model in verguld zilver met zwaarden en zwaarden aan de ring
- Kleine kruisen der Ie Klasse IIIe model in goud met een jubileumsgetal "50"
- Kleine kruisen der Ie Klasse IIIe model in verguld zilver met een jubileumsgetal "50"
- Kleine kruisen der Ie Klasse IIIe model in goud met zwaarden en een jubileumsgetal "50"
- Kleine kruisen der Ie Klasse IIIe model in verguld zilver met zwaarden en een jubileumsgetal "50"
- Kleine kruisen der Ie Klasse IIIe model in goud met een jubileumsgetal "60"
- Kleine kruisen der Ie Klasse IIIe model in verguld zilver met een jubileumsgetal "60"
- Kleine kruisen der Ie Klasse IIIe model in goud met zwaarden en een jubileumsgetal "60"
- Kleine kruisen der Ie Klasse IIIe model in verguld zilver met zwaarden en een jubileumsgetal "60"
- Kleine kruisen der Ie Klasse IIIe model in goud met zwaarden aan de ring en een jubileumsgetal "50"
- Kleine kruisen der Ie Klasse IIIe model in verguld zilver met zwaarden aan de ring en een jubileumsgetal "50"
- Kleine kruisen der Ie Klasse IIIe model in goud met zwaarden aan de ring en een jubileumsgetal "60"
- Kleine kruisen der Ie Klasse IIIe model in verguld zilver met zwaarden aan de ring en een jubileumsgetal "60"
- Kleine kruisen der Ie Klasse IIIe model in goud met briljanten

Kruis der IIe Klasse Ie model
- Kruisen der IIe Klasse Ie model in goud

Kruisen der IIe Klasse IIe model
- Kruisen der IIe Klasse IIe model in goud
- Kruisen der IIe Klasse IIe model in goud met zwaarden
- Kruisen der IIe Klasse IIe model in goud met zwaarden aan de ring
- Kruisen der IIe Klasse IIe model in goud met zwaarden en zwaarden aan de ring
- Kruisen der IIe Klasse IIe model in goud met het Kruis van de Johanniterorde

Kruisen der IIe Klasse IIIe model
- Kruisen der IIe Klasse IIIe model in goud met briljanten
- Kruisen der IIe Klasse IIIe model in goud met zwaarden en briljanten
- Kruisen der IIe Klasse IIIe model in goud met zwaarden aan de ring en briljanten
- Kruisen der IIe Klasse IIIe model in goud met briljanten en een jubileumsgetal "50"
- Kruisen der IIe Klasse IIIe model in goud met briljanten en een jubileumsgetal "60"
- Kruisen der IIe Klasse IIIe model in goud
- Kruisen der IIe Klasse IIIe model in verguld zilver
- Kruisen der IIe Klasse IIIe model in goud met zwaarden
- Kruisen der IIe Klasse IIIe model in verguld zilver met zwaarden
- Kruisen der IIe Klasse IIIe model in goud met zwaarden aan de ring
- Kruisen der IIe Klasse IIIe model in verguld zilver met zwaarden aan de ring
- Kruisen der IIe Klasse IIIe model in goud met zwaarden en zwaarden aan de ring
- Kruisen der IIe Klasse IIIe model in verguld zilver met zwaarden en zwaarden aan de ring
- Kruisen der IIe Klasse IIIe model in goud met een jubileumsgetal "50"
- Kruisen der IIe Klasse IIIe model in goud met een jubileumsgetal "60"

Kruis der IIIe Klasse Ie model

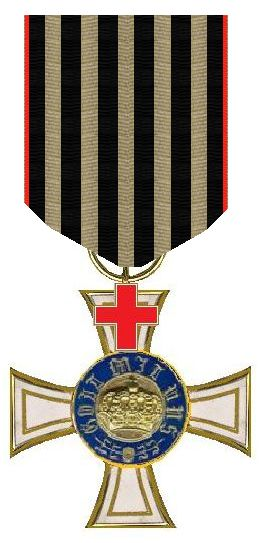
Kruis IIIe Klasse met het Kruis van Genève zoals tussen 1871 en 1918 toegekend.

- Kruisen der IIIe Klasse Ie model in goud

Kruisen der IIIe Klasse IIe model
- Kruisen der IIIe Klasse IIe model in goud
- Kruisen der IIIe Klasse IIe model in goud met zwaarden
- Kruisen der IIIe Klasse IIe model in goud met zwaarden aan de ring
- Kruisen der IIIe Klasse IIe model in goud met zwaarden en zwaarden aan de ring
- Kruisen der IIIe Klasse IIe model in goud met het Kruis van de Johanniterorde
- Kruisen der IIIe Klasse IIe model in goud met het Kruis van Genève

Kruisen der IIIe Klasse IIIe model
- Kruisen der IIIe Klasse IIIe model in goud
- Kruisen der IIIe Klasse IIIe model in verguld zilver
- Kruisen der IIIe Klasse IIIe model in verguld zilver en een gladde achterzijde
- Kruisen der IIIe Klasse IIIe model in verguld metaal en een gladde achterzijde
- Kruisen der IIIe Klasse IIIe model in goud met zwaarden
- Kruisen der IIIe Klasse IIIe model in verguld zilver met zwaarden
- Kruisen der IIIe Klasse IIIe model in verguld zilver met zwaarden en een gladde achterzijde
- Kruisen der IIIe Klasse IIIe model in verguld metaal met zwaarden en een gladde achterzijde
- Kruisen der IIIe Klasse IIIe model in goud met zwaarden en zwaarden aan de ring
- Kruisen der IIIe Klasse IIIe model in verguld zilver met zwaarden en zwaarden aan de ring
- Kruisen der IIIe Klasse IIIe model in goud met het Kruis van Genève
- Kruisen der IIIe Klasse IIIe model in verguld zilver met het Kruis van Genève
- Kruisen der IIIe Klasse IIIe model in goud met een jubileumsgetal "50"
- Kruisen der IIIe Klasse IIIe model in verguld zilver met een jubileumsgetal "50"
- Kruisen der IIIe Klasse IIIe model in goud met een jubileumsgetal "60"
- Kruisen der IIIe Klasse IIIe model in verguld zilver met een jubileumsgetal "60"

Kruis der IVe Klasse Ie model
- Kruisen der IVe Klasse Ie model in goud en verguld zilver

Kruis der IVe Klasse IIe model
- Kruisen der IVe Klasse IIe model in goud en verguld zilver
- Kruisen der IVe Klasse IIe model in goud en verguld zilver met zwaarden
- Kruisen der IVe Klasse IIe model in goud en verguld zilver met het Kruis van de Johanniterorde

Kruisen der IVe Klasse IIIe model
- Kruisen der IVe Klasse IVe model in verguld zilver
- Kruisen der IVe Klasse IVe model in verguld zilver en een gladde achterzijde
- Kruisen der IVe Klasse IVe model in verguld zilver met zwaarden
- Kruisen der IVe Klasse IVe model in verguld zilver met zwaarden en een gladde achterzijde
- Kruisen der IVe Klasse IVe model in verguld zilver met het Kruis van Genève
- Kruisen der IVe Klasse IVe model in verguld zilver met een jubileumsgetal "50"
- Kruisen der IVe Klasse IVe model in verguld zilver met een jubileumsgetal "60"

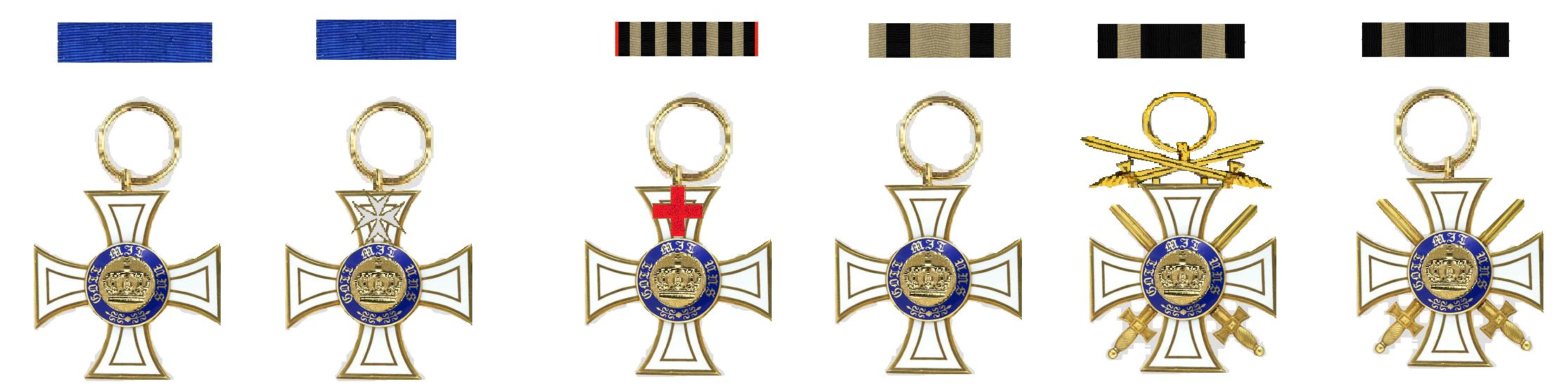
Zes kruisen van de Kroonorde IIIe type met hun lint. De kruisen zijn v.l.n.r. van de civiele divisie, met het kruis van de Johanniterorde, met het Kruis van Genève, voor militaire beambten, met de zwaarden en zwaarden aan de ring en met zwaarden

Bij de kruisen der Ie Klasse hoorde in iedere uitvoering ook een achtpuntige ster van zilver met een geëmailleerd gouden medaillon. De toevoegingen aan het kruis werden ook op de ster aangebracht zodat op de sterren briljanten, soms als ring, soms ingelegd in de kroon, soms in de kroon en op de stralen aangebracht, waren versierd. Er zijn ook sterren met gekruiste zwaarden achter het medaillon, gekruiste zwaarden boven het medaillon, ingelegde jubileumsgetallen op de bovenste stralen, rood-witte emaillelinten van de Orde van de Rode Adelaar en eikenloof bekend. Deze toegevoegde versieringen werden gecombineerd.
Bij de kruisen der Ie Klasse hoorde soms ook een achtpuntige ster van zilver met een geëmailleerd gouden medaillon. In andere gevallen droeg men bij dit kruis een vierkante zilveren plaque. De toevoegingen aan het kruis werden ook op de ster en de plaque aangebracht zodat op de plaques gekruiste zwaarden achter het medaillon, gekruiste zwaarden boven het medaillon, ingelegde jubileumsgetallen op de bovenste stralen bekend zijn. Deze toegevoegde versieringen werden gecombineerd. De plaques werden ook met briljanten maar niet met emaille linten verleend.
Het gouden medaillon met het getal "50", speciaal voor jubillarissen werd in 1863 door Wilhelm I ingesteld. Van het verwante gouden medaillon met het getal "60" is niet bekend wanneer het werd ingesteld. Pruisische officieren gingen al als jongens van soms maar 12 jaar oud in militaire dienst en er was geen verplichte pensioenleeftijd zodat een 72jarige inderdaad zijn zestigjarig jubileum kon vieren.
De zwaarden werden in 1864 voor verdiensten in oorlogstijd ingevoerd. Wanneer men de IVe Klasse met de zwaarden met de zwaarden had verworven kreeg men bij bevordering in vredestijd de zwaarden aan de ring. Werd men in een daaropvolgende oorlog wederom onderscheiden kreeg men een kruis met zwaarden en zwaarden aan de ring. In 1864 besloot de koning ook om johanniterkruisen op de versierselen te plaatsen wanneer de gedecoreerde zich voor deze liefdadige orde had onderscheiden. De zwaarden zijn bij alle decoraties van goud of van verguld zilver.

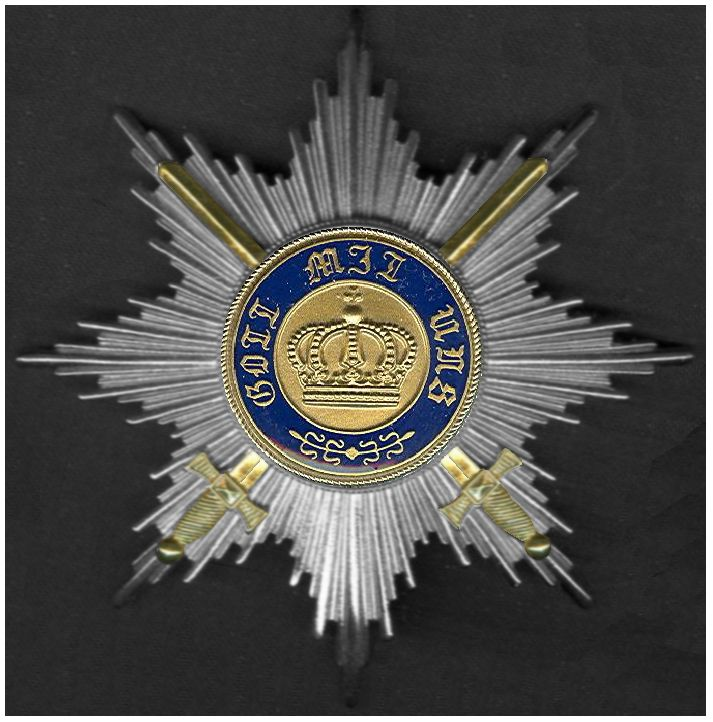
Ster met de zwaarden van na 1871. Particuliere verzameling Groningen

In 1865 besloot de koning dat wie zowel het Grootkruis of de Ie Klasse van de Orde van de Rode Adelaar als de Ie Klasse van de Koninklijke Kroonorde bezat een emaille lint in de kleuren van de Orde van de Rode Adelaar om de armen van zijn kruis van de Kroonorde geplooid mocht aanbrengen. De op deze wijze versierde kruisen werden in 1888 voor het laatst verleend. De bedoeling van het besluit was dat men met een op deze wijze versierde ster duidelijk kon maken dat men de sterren van beide orden mocht dragen. Er zijn geen linten in andere kleuren aan de versierselen toegevoegd en daarvoor was ook geen toestemming verleend.
De Frans-Duitse Oorlog van 1871 bracht tal van decoraties met zich mee; talloze Duitsers, maar ook Zwitsers en Nederlanders, hadden zich gemeld om vrijwillig verpleger te worden. De koning, later Duits Keizer, besloot daarom de orde uit te breiden met twee bijzondere eerbewijzen:
- Het "Weißen, sechsmal schwarzgestreiften Band mit Rotem Vorstoß", een lint waaraan kruisen der IIIe en IVe Klasse mochten worden gedragen wanneer men ver van het front patriottische handelingen had verricht. In maart 1872 werd het lint door de koning officieel in "Erinnerungsband" omgedoopt.
- Een Kruis van Genève op de bovenste kruisarm van de kruisen der IIIe en IVe Klasse dat mocht worden gedragen wanneer men vrijwillig oorlogsgewonden had verpleegd.

Ook het Algemeen Ereteken werd , versierd met het Kruis van Genève, aan dit lint toegekend.
Aantallen verleningen
De lagere graden van de Pruisische Kroonorde werd duizenden malen toegekend.
De Eerste Klasse van de Orde werd 44 maal in een gouden uitvoering "met de zwaarden" toegekend. In de Eerste Wereldoorlog werd de orde in deze exclusieve uitvoering nog 52 maal, maar nu in verguld zilver, toegekend. Een onderscheiding met de zwaarden in de kroonorde werd zelden toegekend en de onderscheiding gold als een hoge eer. De Duitse bevelhebber aan het Westelijk front tijdens de Eerste Wereldoorlog, Generaal Erich von Falkenhayn droeg het commandeurskruis met de zwaarden aan de ring als teken dat hij eerder een lagere graad in de orde met de zwaarden had ontvangen en in vredestijd, of voor civiele verdiensten, het commandeurskruis zonder de zwaarden had ontvangen.
Onder de Nederlandse leden van deze orde vindt men de Meteoroloog Christophorus Buys Ballot die Commandeur in de Kroonorde was.

## De medaille van de Kroonorde

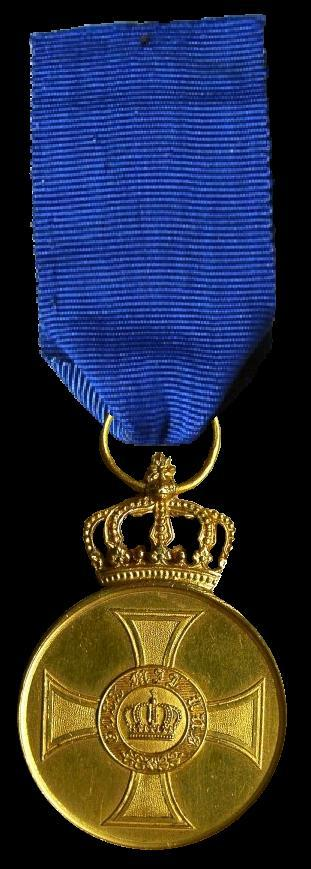
De medaille van de Kroonorde. Particuliere verzameling Groningen.

Op 1 december 1888 werd door keizer Wilhelm II een gouden, dat wil zeggen verguld bronzen, medaille ingesteld die losjes aan de orde verbonden was. De medaille toonde de kroon van Pruisen en werd aan het lint van de Kroonorde gedragen. In de daaropvolgende 29 jaar werden 5037 van deze medailles verleend. Vaak ging het om het lagere personeel van de door de keizer bezochte hofhoudingen in het Duitse keizerrijk en daarbuiten.
In de 18e eeuw en de vroege 19e eeuw werden in principe alleen edellieden en officieren gedecoreerd. Medailles waren in deze periode nog zeldzaam. In de loop van de 19e eeuw ontstond de gewoonte om ook lagergeplaatste dienaren aan het hof, zij waren geen edellieden, en onderofficieren te decoreren. Zij werden niet geschikt geacht om lid te worden van een ridderorde en kwamen dus niet in aanmerking voor een ridderkruis. Daarom werden kruisen aan de orden verbonden en de vorsten, waaronder de Pruisische koningen, stelden medailles in die soms aan een orde waren verbonden (zoals de eremedailles verbonden aan de Orde van Oranje-Nassau) en soms "aan het lint van de orde werden gedragen" waardoor ook een relatie, al was die in dat laatste geval niet formeel, werd gelegd met een prestigieus eerbewijs als een ridderorde.
In de 19e eeuw greep een onderscheidingenkoorts om zich heen. In een tijd waarin de vorsten, die elkaar in de daarvoorafgaande eeuwen, zelden bezochten door de ontwikkeling van het spoorwegnet steeds mobieler werden verwachten alle betrokkenen bij bezoeken en staatsbezoeken een aandenken, liefst in de vorm van een medaille of een hogere onderscheiding. Stationsschefs, politieagenten op wacht en lakeien rekenden op onderscheidingen. In de loop van de eeuw werden dan ook vele honderden medailles en tientallen ridderorden in het leven geroepen.
In dit geval was de medaille niet werkelijk aan een ridderorde verbonden, de keizer en koning verleende de medaille zonder tussenkomst van de ministerraad van Pruisen, onderscheidingen waren geen aangelegenheid van het Duitse Keizerrijk, als betrof het een Huisorde, wat de Kroonorde beslist niet was.
De gedecoreerden kregen de onderscheiding maar een diploma of oorkonde werd niet toegekend.
In 1918, na het uitroepen van de republiek, werden alle Pruisische ridderorden en alle onderscheidingen, en dus ook de medaille van de Kroonorde, afgeschaft. De orden en medailles werden in de daaropvolgende jaren nog wel veel gedragen.
De verguld zilveren medailles bestaan niet in een uitvoering "met de zwaarden" en er zijn ook geen medailles aan afwijkende linten of medailles met versieringen als het Kruis van Geneve of zwaarden aan de ring bekend.